# Rubens de Araújo
Rubens de Araújo (Vitória, 8 de junho de 1940 – Rio de Janeiro, 2 de março de 2024) foi um ator brasileiro de teatro, televisão e cinema.

## Carreira

### Na televisão
| Ano     | Título                 | Personagem    | Notas                               |
| ------- | ---------------------- | ------------- | ----------------------------------- |
| 1981    | Plantão de Polícia     | —             | Episódio: "A Face da Verdade"       |
| 1982    | Lampião e Maria Bonita | Dr. Eustáquio | [ 5 ]                               |
| 1987    | Armação Ilimitada      | —             | Episódio: "O Menino que Virou Lama" |
| 1994    | 74.5: Uma Onda no Ar   | —             | [ 7 ]                               |
| 2009    | Toma Lá Dá Cá          | Eusébio       | 3 episódios                         |
| 2010    | A Vida Alheia          | Cláudio       | Episódio: "Uma Noite na Ópera"      |
| 2011    | Aquele Beijo           | Jorge         |                                     |
| 2013-16 | Pé na Cova             | Seu Floriano  | 71 episódios                        |

### No Cinema
| Ano  | Título                               | Personagem          | Notas                         |
| ---- | ------------------------------------ | ------------------- | ----------------------------- |
| 1971 | A Casa Assassinada                   | Valdo               |                               |
| 1976 | Paranoia                             | Naval               |                               |
| 1977 | Gente Fina É Outra Coisa             | Renato              | Segmento: "Guerra da Lagosta" |
| 1979 | Revólver de Brinquedo                | —                   |                               |
| 1984 | O Cavalinho Azul                     | Segundo Homem       |                               |
| 1995 | Carlota Joaquina, Princesa do Brasil | Marquês de Marialva |                               |
| 1996 | Formigas e Tao                       | Oswaldo             | Curta-metragem                |
| 2000 | Bossa Nova                           | Alfaiate            |                               |

## Teatro
| Ano  | Título                                 |
| ---- | -------------------------------------- |
| 1973 | Verbenas de Seda                       |
| 1975 | Pano de Boca                           |
| 1978 | Instituto Naque de Quedas e Rolamentos |
| 1982 | As Da Vida Também Votam                |
| 1984 | Crime E...Impunidade                   |
| 1986 | Rapazes                                |
| 1993 | A Obscena Senhora D.                   |
| 1996 | O Pedido de Casamento                  |
| 1997 | La Ronde                               |
| 1998 | Cenas de Família                       |
| 1998 | A Rua da Fortuna                       |
| 1999 | Dona Rosita, a Solteira                |
| 2000 | Brasil - A Comédia                     |
| 2001 | Tudo no Escuro                         |
| 2002 | Entre o Céu e o Inferno                |
| 2003 | O Karma Cor-de-Rosa                    |
| 2003 | As Bruxas de Salém                     |
| 2005 | Você tem que e dar seu Coração         |
| 2006 | João do Vale, O Poeta do Povo          |
| 2006 | Eu, Augusto dos Anjos e os Demônios    |
| 2008 | Otelo                                  |
| 2011 | Breve Encontro                         |
| 2011 | As Preciosas Ridículas                 |
| 2013 | Fish e Chips                           |
| 2013 | O Doente Imaginário                    |
| 2017 | A Última Valsa                         |
| 2017 | A Última Sessão                        |